# Tour de France 2014
Tour de France 2014  là cuộc đua xe đạp Tour de France lần thứ 101. Cuộc đua bắt đầu ngày 5 tháng 7 ở Leeds, Anh, và kết thúc ngày 27 tháng 7 ở Paris, Pháp. Cuộc đua theo truyền thống năm chẵn sẻ đi theo lộ trình cùng chiều kim đồng hồ vòng quanh nước Pháp. Tay đua xe đạp người Ý Vincenzo Nibali thắng cuộc đua của hơn bảy phút, chiến thắng lớn nhất kể từ năm 1997.